# Marcelino Menéndez Pintado
Marcelino Juan Menéndez Pintado (Castropol, Asturias, 26 de septiembre de 1823-Santander, Cantabria, 13 de mayo de 1899) fue un catedrático, matemático y político español.

## Biografía
Nació el 26 de septiembre de 1823 en el concejo asturiano de Castropol; hijo de Francisco Antonio Menéndez (Lavandera, 1787-Santander, 1865), jubilado como administrador de Correos de Torrelavega, y de Josefa Pintado. Se casó en 1851 con María Jesús Pelayo y España en la iglesia de la Compañía, cuando él contaba con 28 años y ella uno menos; con ella tuvo cuatro hijos: el famoso erudito Marcelino, el médico y escritor Enrique, Jesusa y Agustín.
Estudió en la Universidad de Oviedo y en la Universidad Central de Madrid. En marzo de 1846 era profesor interino de matemáticas en Soria. En 1851, y con 28 años, fue profesor sustituto de Comercio en el Instituto de Santander, al año siguiente logró en propiedad la cátedra de Matemáticas, a la vez que era vicedirector del centro.
En el marco de las guerras carlistas, fue miliciano nacional en Torrelavega desde que por edad pudo tomar las armas hasta el desarme de 1843, posteriormente, lo fue en Santander entre 1854 y 1856. Además, fue militante del Partido Progresista y por Real Orden fue nombrado alcalde del Ayuntamiento de Santander para el Bienio Progresista, sin embargo, coincidiendo con una epidemia de cólera, dimitió del cargo tras recibir críticas por su actuación de prohibir el uso de algunas fuentes públicas.
Menéndez Pintado falleció el 13 de mayo de 1899 debido a una complicación pulmonar.

## Obras publicadas
- Principios de Aritmética y Álgebra y Principios de Geometría y Trigonometría